# Jonathan Vervoort
Jonathan Vervoort (født 13. august 1993) er en belgisk fodboldspiller.